# Crosita salviae
Crosita salviae é uma espécie de artrópode pertencente à família Chrysomelidae.